# Псалом 46
Со́рок шесто́й псало́м — 46-й псалом из книги Псалтирь (47-й в масоретской нумерации). Известен по латинскому инципиту Omnes gentes plaudite manibus, «Вси языцы восплещите руками».
В христианстве это произведение иногда относят к провидческим «мессианским» псалмам. Сквозь словесную ткань псалма отчётливо проступают события будущего, причисление к народу Божьему всех племён, вознесение Иисуса Христа и Его воцарение, как Единого и Вечного Правителя всей вселенной. Усматривая в настоящем времени признаки грядущего царствия Божия, псалмопевец призывает все народы восславить Господа.

## Контекст
Согласно надписанию в 1-м стихе, это один из 11-и псалмов сынов Кореевых.
По содержанию и вероятному использованию 46-й псалом можно отнести к гимнам, прославляющим победоносность Бога.
Также это псалом воцарения, возможно, использовавшийся в церемонии коронации земных монархов, но в то же время радостно воспевающий всемирного Царя, — Бога.

## Содержание

### Стихи 1—3
Псалмопевец призывает все (включая языческие) народы радостно приветствовать Бога, Который действительно «Всевышний» (стих 3) и «Царь всей земли» (стих 8), то есть царствует над всем мирозданием. Убедиться, что Господь — действительно страшен и заслуживает благоговейного трепета, язычники могли в результате побед Израиля, из которых первая — поражение фараонова войска.

### Стихи 4—5
В этих стихах находит развитие тезис о «народах и племенах», которые Бог в силе (стих 4) и любви (стих 5) покорил «под ноги» Своего народа. Этому народу Бог избрал в наследие «красу Иакова», то есть Палестину.
В то же время в истории Израиля подчинение народов произошло лишь отчасти. В полной степени, согласно книге Откровения и другим библейским пророчествам, покорение произойдёт лишь после Второго пришествия Иисуса Христа.

### Стихи 6—7
В 6-м стихе говорится о восшествии Бога, однако неправильно это понимать, как буквальное изложение конкретного исторического события, ибо Господь царствует «от века» (Пс. 92:2). Очевидно, здесь описывается, как евреи после очередной победы восходили к святой горе Сион, к жилищу Господа, и под звуки труб и радостные восклицания воздавали Ему хвалу.
Но чтобы «взойти», сначала нужно «сойти» и одержать победу. Эти события служат прообразом «нисхождения» Бога во плоти Иисуса Христа, чтобы «рассеянных чад Божиих собрать воедино» (Ин. 11:52), затем «быть вознесённым» («Он поднялся в глазах их, и облако взяло Его», Деян. 1:9) и воцариться у Отца («нисшедший, Он же есть и восшедший превыше всех небес», Еф. 4:10).
Псалмопевец 4-кратно призывает народы петь всеобщему Богу, — Царю.

### Стихи 8—10
Автор 46-го псалма призывает воспевать «всё разумно», то есть вникая в смысл славословий. Его заявление «Бог — Царь всей земли» является характерным для псалмов воцарения (сравните с Пс. 92:1, Пс. 95:10, Пс. 98:1). Подобные утверждения следует воспринимать как уверенное провидение грядущего, что подтверждено в 9-м стихе «Бог воцарился над народами, Бог воссел на святом престоле Своём».
В заключительном 10-м стихе псалмопевец предвидит, как «князья народов» соберутся «к народу Бога Авраамова» (очевидно, для поклонения и благословения от Бога). Ибо «щиты земли» (под «щитами» здесь следует понимать самих князей, как ответственных за свои народы) находятся во власти Божьей, независимо от того, осознают они это или нет. Тем самым заключительный стих «разъясняет», почему во 2-м стихе к прославлению Бога призваны все народы, а не только избранный Израильский. Ибо в будущем все народы и все племена будут причислены «к народу Бога Авраамова» согласно обетованию Аврааму «благословятся в тебе все племена земные» Быт. 12:3. Этот замысел Бог окончательно исполнил во Иисусе Христе.

## Комментарии
1. ↑  Другие псалмы этой группы: 92, 94—98[3].